# Чуднів
Чу́днів — місто в Україні, центр Чуднівської територіальної громади Житомирського району Житомирської області. Розташоване в північно-західній частині Придніпровської височини, над річкою Тетерів, за 4,5 км від залізничної станції Чуднів-Волинський (лінія Козятин I—Шепетівка). Статус міста з 2012 року.

## Географія
У місті річки Безіменна та Будичина впадають у Тетерів.

## Назва
Назву пов'язують з прізвищем Київського боярина Чудина, вихідця з чудських старшин, відзначеного в літописах. Народні перекази виводять топонім від слова чудо. Розповідають, що Чуднів колись звали Червоним яблучком. Князь, зачарований навколишньою красою, нібито сказав, що це не яблучко, а велике чудо, за іншою версією, що в давнину жителі міста дивом (чудом) відбили багатотисячну татарську орду.

## Історія

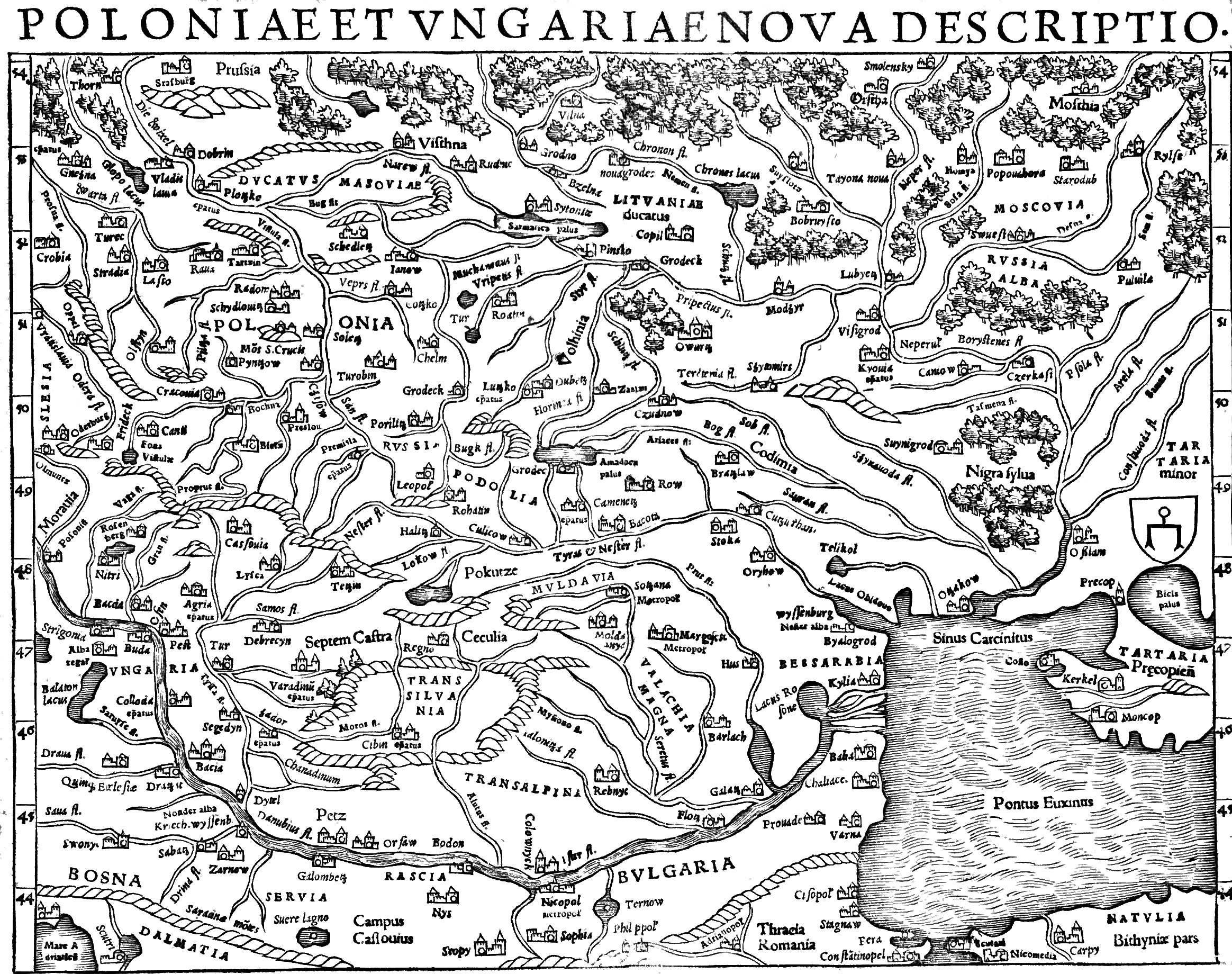
kЧуднів (Czudnow) на карті Себастьяна Мюнстера (1554)

Перша документальна згадка про Чуднів сягає 1416 року, в якому, згадується, що жителі Чуднова дають з землі Дідковичини три відра меду в Києво-Софійський собор. На той час в Чуднові був лише один замок і місце, в якому збиралися щорічні ярмарки на св. Петра. У 1471 році в люстрації Київської землі, що пройшла після ліквідації самостійного Київського удільного князівства, в Чуднові показаний замок, озброєний 3гарматами і 2 пищалями; в ньому зберігались значні запаси провіанту та жили замкові слуги. В місті мешкало багато вільних людей та міщан, також було 32 двори хліборобів, що платили по 20 грошей податі і 63 корчми (30 грошей); мита виходило в рік 10 коп. грошей.; до Чуднова простягались 7 сіл і 8 бортних земель, з яких виходило 18 відер меду на рік.
У 1507 році одні з найбільших в Україні магнати — князі Острозькі стали дідичами (або власниками) Чуднова.
1660 року місце капітуляції (за підсумками Чуднівської Битви) московського війська боярина В. Шереметєва перед польським, після якої було укладено Слободищенський трактат.
Наприкінці XVIII століття князь Потоцький відкрив у Чуднові одну з найперших в Україні фабрику фаянсу.

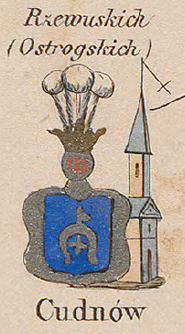
Чуднів на мапі Зигмунда Герстмана

У 1760 році був побудований мурований костел на місці дерев'яного попередника.
У 1795—1797 роках Чуднів був центром Чуднівського повіту (округу) Волинського намісництва.
У XIX столітті Чуднів був відомий торгівлею сільськогосподарськими продуктами. Наприкінці XIX століття налічувалось 10 500 мешканців, і половину — євреї). Нині у Чуднові діють невеликі харчові підприємства, Чуднівський спиртовий завод, меблева фабрика, торфове підприємство.
Внаслідок Голодомору 1932—1933 за даними різних джерел, у районі загинуло 3897 чол., на сьогодні встановлено імена 3758 чол.
28 квітня 1960 року рішенням ЖОВК № 433 «Про розширення смуги міст районного підпорядкування та селищ міського типу» знято з обліку та включено в смугу смт Чуднова — села Новий Чуднів і Старий Чуднів.

Сучасний знак при в'їзді до міста з Житомира

У 2016 році на державному рівні в Україні відзначався ювілей — 600 років з часу першої писемної згадки про місто Чуднів (1416).
17 липня 2020 року, в результаті адміністративно-територіальної реформи і ліквідації Чуднівського району, місто увійшло до складу Житомирського району.
28 вересня 2021 року на сесії міської ради прийнято рішення встановити з 2022 року датою відзначення Дня міста Чуднів, щорічно — остання субота травня місяця.

## Населення
За даними перепису населення СРСР 1939 року чисельність населення становила 5 407 осіб, з них українців — 2 336, росіян — 287, німців — 16, євреїв — 2 506, поляків — 242, чехів — 2, інших — 20.

### Демографія
Чисельності наявного населення міста станом на 01.01.2022 року становить 5357 осіб.
Найменше за кількістю населення місто серед 12 міст Житомирської області (18 місце за кількістю населення серед населених пунктів Житомирської області).

### Мова
Розподіл населення за рідною мовою за даними перепису 2001 року:
| Мова            | Кількість | Відсоток |
| --------------- | --------- | -------- |
| українська      | 6311      | 97.84%   |
| російська       | 121       | 1.88%    |
| румунська       | 6         | 0.09%    |
| білоруська      | 3         | 0.05%    |
| вірменська      | 3         | 0.05%    |
| польська        | 1         | 0.02%    |
| інші/не вказали | 5         | 0.07%    |
| Усього          | 6450      | 100%     |

## Підприємства
- Чуднівський спиртзавод, ДП «ЖЛГЗ» Чуднівська філія
- Чуднівський хлібозавод, підприємство «Харчовик» (нині не працює)
- Чуднівська меблева фабрика, ТОВ «НОР ТУН»

## Транспорт
Через Чуднів проходить автомобільний шлях національного значення Н-03 Житомир-Чернівці та територіальний автомобільний шлях Т 23-09 Шепетівка-Чуднів-Бердичів.
В 4,5 км від центру міста в селі Вільшанка знаходиться проміжна залізнична станція Козятинської дирекції Південно-Західної залізниці на лінії Козятин I — Шепетівка — Чуднів-Волинський.

## Охорона здоров'я
- КНП «Чуднівська лікарня»
- КНП «Чуднівський ЦПМСД»

## Спорт
- Чуднівська дитячо-юнацька спортивна школа

## Освіта
- Чуднівський ліцей
- Чуднівська гімназія
- Чуднівський ЗДО «Зірочка»
- Чуднівський ЗДО «Веснянка»
- Чуднівський міський будинок дитячої та юнацької творчості

## Культура
- Чуднівський міський будинок культури
- Чуднівська міська бібліотека
- Чуднівська школа мистецтв

## Пам'ятки культури, архітектура
У Чуднові розташовані чотири православні церкви: відомості про їх створення не раніше XVIII століття.
У Чуднові діє громада Української греко-католицької церкви:
- Церква Воскресіння, розташована в центрі містечка, була побудована на кошти прихожан у 1780 році.
- Церква святих Петра і Павла, побудована 1769 року, очевидно, замість іншої стародавньої, невідомо коли побудованої, так як збереглась виданий нею папір князем Сангушко у 1746 році та церковні прибутково-витратні книги збереглись з 1749 року;
- Церква Різдва Богородиці, побудована прихожанами у 1772 році;
- Церква святої Трійці, побудована у 1878 році замість колишньої, невідомо коли побудованої, від якої залишились, ісповідні відомості, що ведуть до 1803 року.

У Чуднові діє кам'яна католицька церква, побудована у 1760 році вікарним єпископом Горчинським, замість попередньої дерев'яної, що була побудована у XVII столітті та сильно пошкоджена під час козацьких війн.
В урочищі Шабелянка 9 серпня 2011 року було відкрито меморіал Чуднівська битва на честь загиблих у битві 1660 року.(Насправді бій відбувся не на Шабелянці, неподалік від села Городище).

## Засоби масової інформації
Газета «Життя Чуднівщини»

## Відомі люди
- Барщевський Ян — білоруський і польський письменник.
- Борушевський Олександр Станіславович (1984—2016) — старший сержант Збройних сил України, командир відділення 15-го окремого мотопіхотного батальйону, учасник російсько-української війни, позивний «Поляк».
- Брайон Олександр Володимирович (1936) — український вчений-біолог.
- Лозовий Костянтин Митрофанович (1930—1976) — український скульптор.
- Ортенберг Давид Йосипович (1904—1998) — радянський письменник, редактор, журналіст і генерал-майор (з 20 грудня 1942).
- Степан Орлик (1891—1938) — церковний діяч УАПЦ.
- Рубашов Михайло Борисович (1912-1974) — український радянський письменник, шевченкознавець.
- Рудницький Іван Володимирович (1995—2015) — солдат Збройних сил України, учасник російсько-української війни.
- Свинарчук Олег Володимирович (1970) — президент корпорації «Богдан».
- Сірик Анатолій Силович  (1939) — український письменник.
- Фещенко-Чопівський Іван Адріянович — вчений-металург, громадський і політичний діяч, міністр Центральної Ради та Директорії
- Хімічук Ігор Ігорович (1990—2020) — старший солдат Збройних сил України, учасник російсько-української війни.
- Шелудченко Віра Тимофіївна (1952) — міський голова м. Житомира з квітня 2006 року.

## Галерея

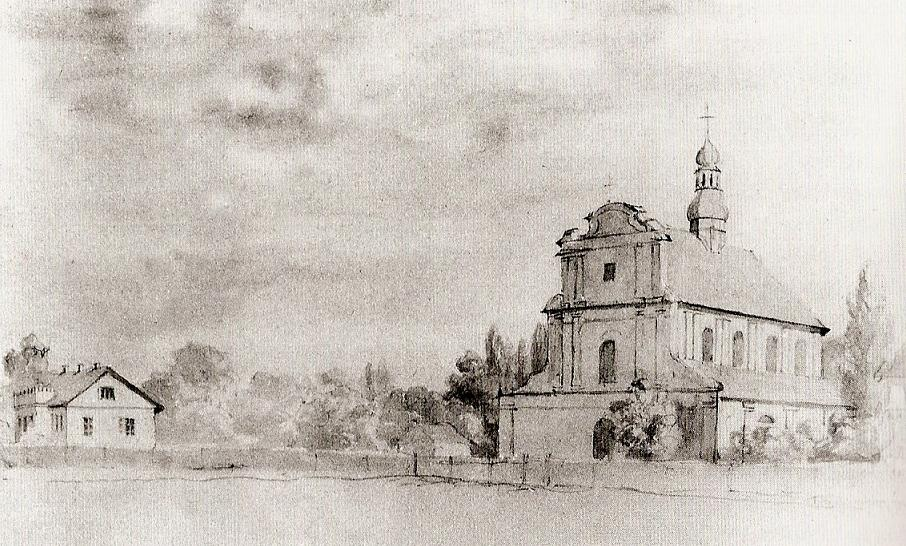
Парафіяльний костел у Чуднові, малюнок Наполеон Орда
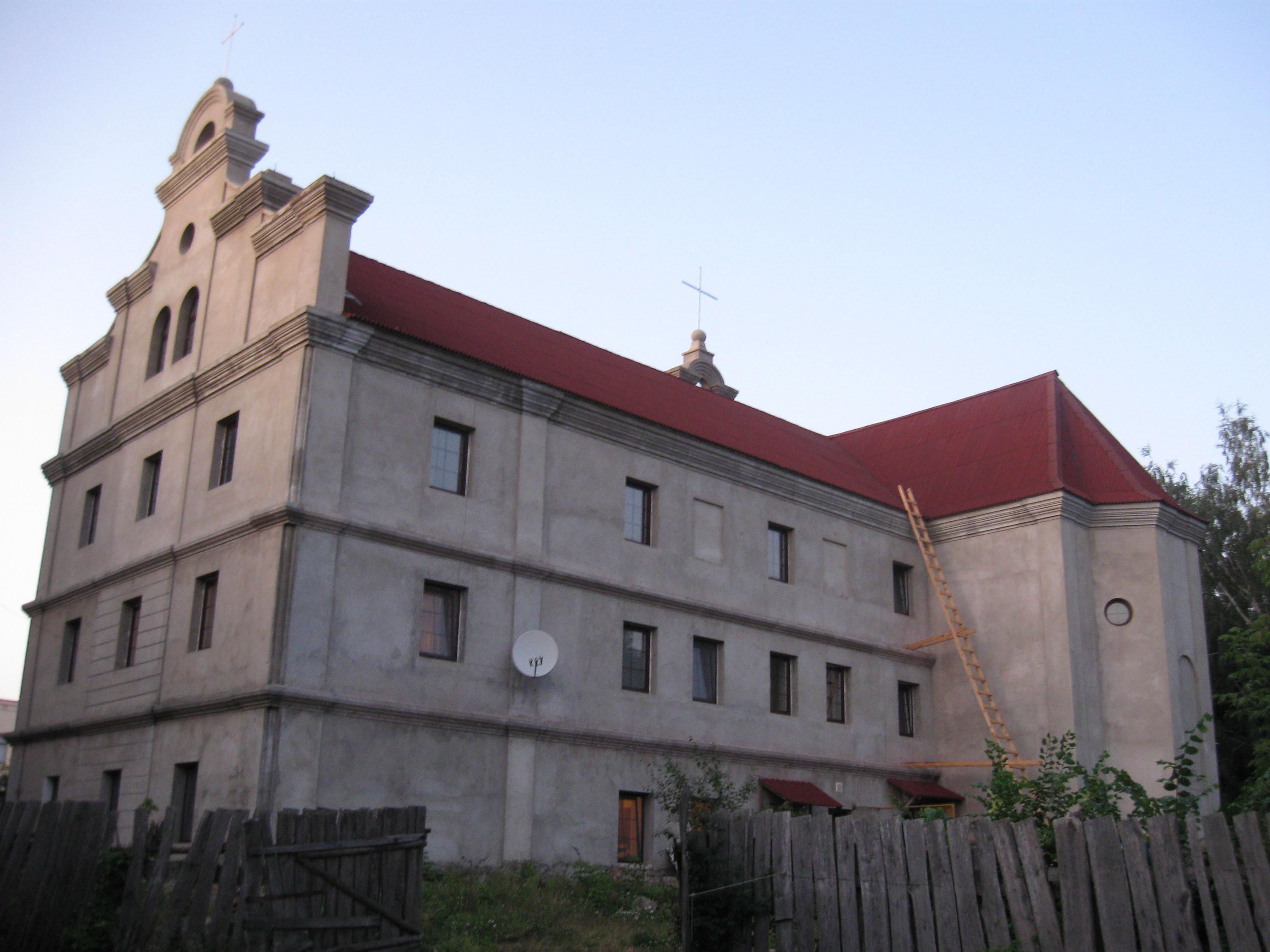
Чуднівський костел, сучасний вигляд (2009)
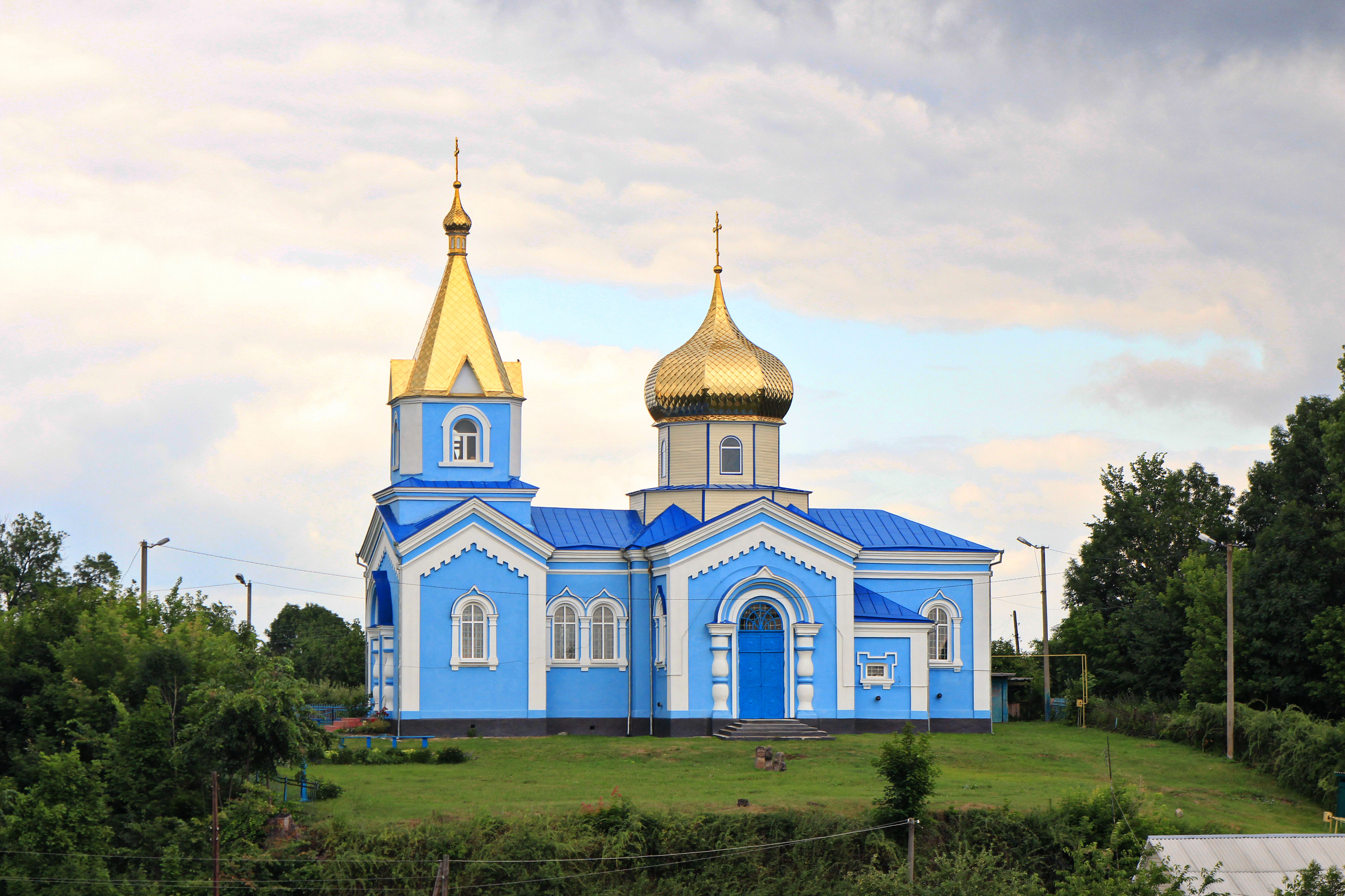
Храм Різдва Пресвятої Богородиці Чуднів
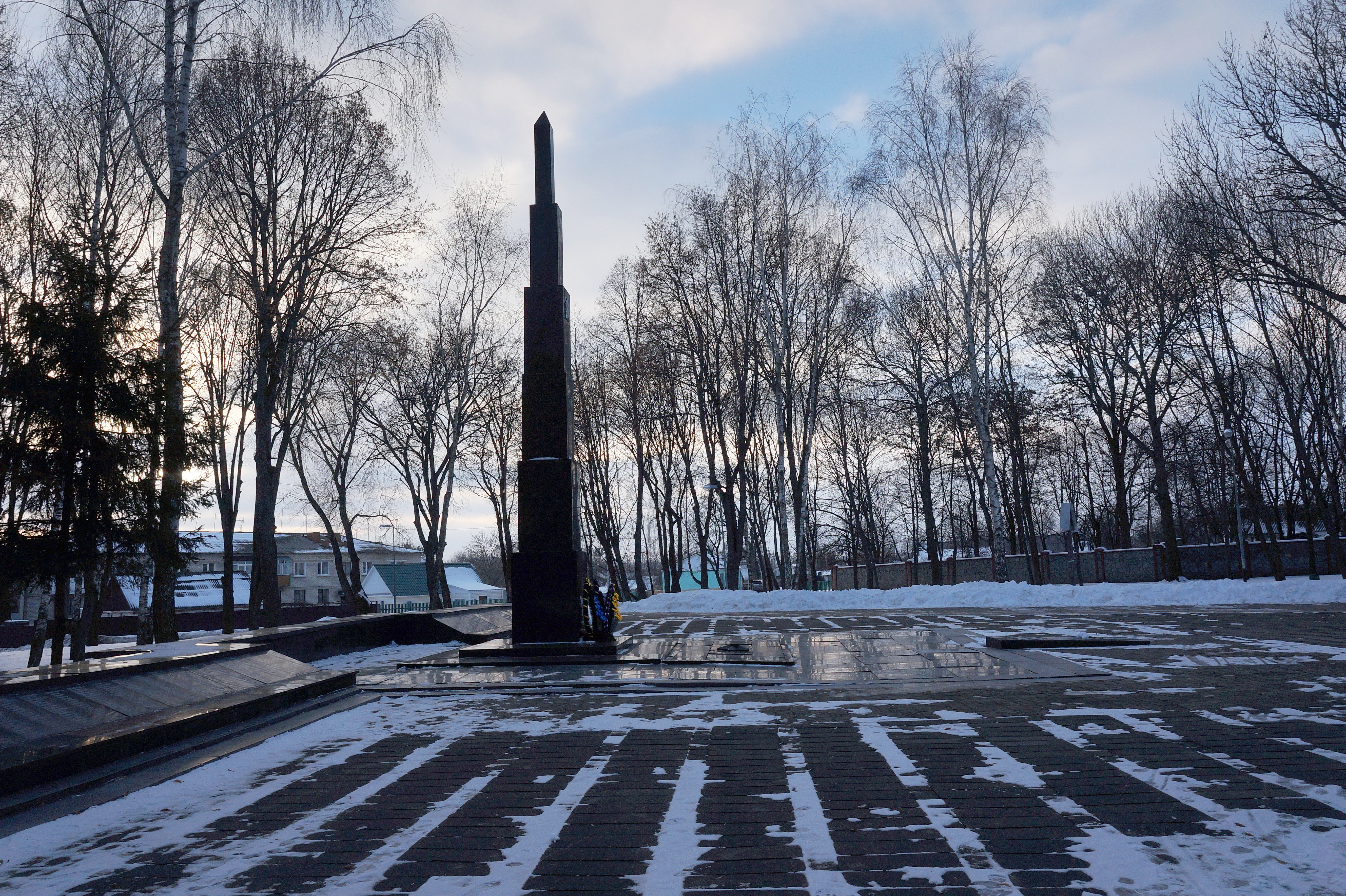
Братська могила радянських воїнів, підпільників та партизанів Чуднів
Зразок старої забудови у центрі міста (вул. Героїв Майдану)
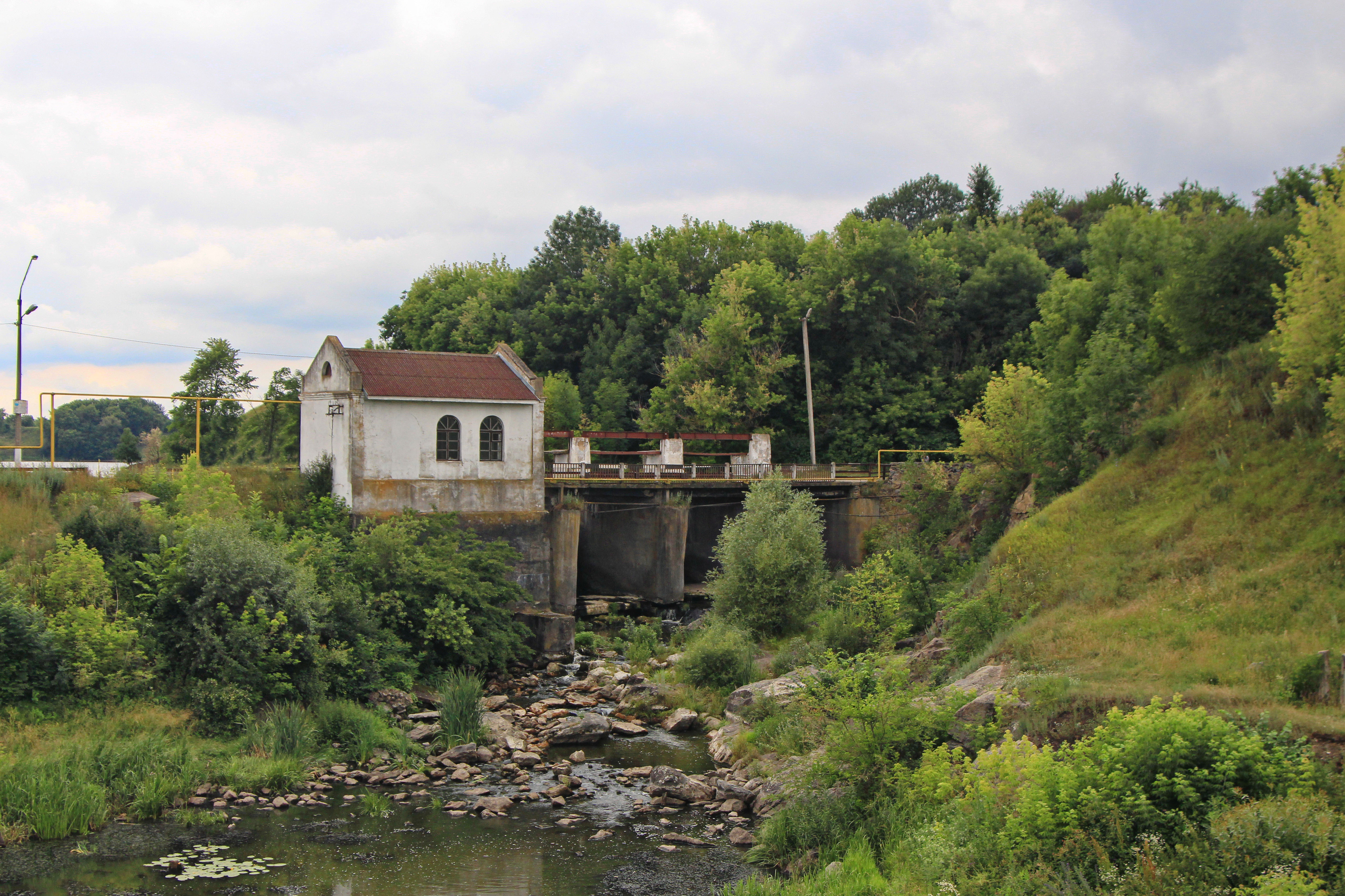
Чуднівська ГЕС